# Fuego (Sänger)
Fuego (bürgerlich: Paul Ciprian Surugiu; * 23. August 1976 in Turda) ist ein rumänischer Sänger, Schauspieler, Moderator und Komponist.

## Leben und Karriere
Surugiu nahm bereits während seiner Schulzeit Gitarrenunterricht und an zahlreichen Festivals teil. 1992 begann er mit Gesangsunterricht bei George Grigoriu. Später studierte er Schauspiel an der Universität Bukarest. Während seiner Studienzeit veröffentlichte er zwei Pop-Rock-Alben und ein Album mit Weihnachtsliedern. Zu seinen Lehrern gehörte u. a. Margareta Pogonat. Sein offizielles Bühnendebüt gab Surugiu 1993 auf dem Nationalen Festival für Unterhaltungsmusik in Mamaia, wo er mit zwei neuen, von George Grigoriu komponierten Stücken auftrat. Im selben Jahr nahm er, ebenfalls in Mamaia, an einem von Grigoriu konzipierten Konzert teil. Ebenfalls 1993 nahm er an der ersten Ausgabe des Aurelian Andreescu Festivals in Bukarest teil, wo er den zweiten Preis gewann und erhielt 1994 bei der Fernsehshow Trei din zece pentru un show einen Preis mit dem Song "Ești visul meu  cel bun". 1997 trat er bei Antena 1 in der Sendung Rondul de nuit auf.

### Fuego
1999 unterschrieb Surugiu seine ersten Plattenvertrag bei Alpha Sound und nahm den Künstlernamen Fuego an. Er veröffentlichte als erste Album unter neuem Namen den Chart-Erfolg Toată lumea dansează. Von 2003 bis 2018 war er am Theater Alexandru Davila in Pitești beschäftigt, wo er Konzerte und Shows gab. Seit 2006 hat Fuego mehrere Konzerte in Rumänien und der Republik Moldau organisiert. Im Jahr 2012 wurde er zum Volkskünstler der Republik Moldau ernannt. Sorugiu arbeitete in den folgenden Jahren mit rumänischen Künstlerinnen und Künstlern wie Elena Moșuc, Lidia Buble, Lora, Elena Gheorghe, Sofia Vicoveanca und dem Orchester Frații Advahov zusammen. Eine langjährige und erfolgreiche Zusammenarbeit folgte mit Irina Loghin. Beide veröffentlichten zusammen 2004 und 2006 zwei Alben, die mit Gold und Platin ausgezeichnet wurden. Ihr Song Valurile vietii des gleichnamigen Albums erreichte auf YouTube mehr als 13 Millionen Aufrufe. Ihr Seit 2019 ist Paul Surugiu ehrenamtlicher Leiter der Zeitschrift Taifasuri, in der er wöchentlich Leitartikel veröffentlicht. Surugiu begann in seiner Jugend in Turda bei lokalen Radiosendern mit dem Rundfunk zu arbeiten. Im Mai 2020 startete er das Projekt „Gramofon“ bei National FM.

### Fernsehen
In den 2000er Jahren nahm Surugiu an einer Folklore-Show auf Etno TV teil und war später an mehreren Produktionen im rumänischen Fernsehen beteiligt. Seit 2008 moderiert er die Sendung „Familia Favorit“ auf dem Musiksender Favorit TV.

### Weitere Aktivitäten
2015 gründete Surugiu das Projekt „Art by Fuego“. Surugiu spendet wohltätigen Projekten den Erlös aus dem Verkauf eigener Kunst.

## Diskografie
- O viață (1994)
- Confuzie (1996)
- Amintiri (1997)
- Vei veni la mine (1999)
- Toată lumea dansează (2000)
- Ole, ola (2001)
- Spre rai (2001)
- Poveste de iubire (2002)
- Sfântă seară de crăciun (2002)
- Nemărginire (2003)
- Iubesc ... (2003)
- Inimă (2004)
- Despre iubire (2004)
- Mama și fiul (2005)
- E vremea colindelor (2005)
- Valurile vieții (2006)
- Clar de lună (2006)
- mi-e dor de tine, mamă! (2007)
- De crăciun nicăieri nu-i ca acasă (2007)
- Cântați cu mine (2008)
- în noaptea de crăciun (2008)
- Cei mai frumoși ani ai vieții (2009)
- La poarta raiului (2010)
- Ce faci astă seară tu? (2010)
- Lacrimi (2011)
- ne-am născut dintr-o colindă (2011)
- O lacrimă de cântec (2013)
- Din lumina unui crăciun (2013)
- Serenadă pentru dan spătaru (2014)
- Steaua mea (2015)
- Trăiesc (2016)
- Rău mă dor, ochii mă dor (2016)
- Crăciunul nostru-i românesc (2015)
- Nu sunt singur (2017)
- Colindător la porțile cerului (2018)
- Duete celebre (2018)
- Fericire (2018)
- 25 – best of (2019)

## Publikationen
- Confesiuni. Cu sufletul pe scena vieții. Bukarest 2022, ISBN 978-606-96394-0-5.